# Pseudalosterna aureola
Pseudalosterna aureola là một loài bọ cánh cứng trong họ Cerambycidae.